# ATP Challenger Montreal
Der ATP Challenger Montreal (offiziell: Montreal Challenger) war ein Tennisturnier, das von 1984 bis 1985 jährlich in Montreal, Kanada, stattfand. Es gehörte zur ATP Challenger Tour und wurde im Freien auf Hartplatz gespielt. Andy Kohlberg ist mit je einem Titel in Einzel und Doppel einziger mehrfacher Sieger.

## Liste der Sieger

### Einzel
| Jahr | Sieger        | Finalgegner | Ergebnis      |
| ---- | ------------- | ----------- | ------------- |
| 1985 | Andy Kohlberg | Randy Nixon | 6:2, 2:6, 7:6 |
| 1984 | John Sadri    | Greg Holmes | 6:2, 6:4      |

### Doppel
| Jahr | Sieger                    | Finalgegner                      | Ergebnis      |
| ---- | ------------------------- | -------------------------------- | ------------- |
| 1985 | Andy Andrews Tomm Warneke | Kelly Evernden Michael Robertson | 6:3, 7:6      |
| 1984 | Andy Kohlberg Rick Meyer  | Sean Brawley Leif Shiras         | 3:6, 6:4, 6:2 |